# Lonza (Fluss)
Die Lonza ist ein rund 27 Kilometer langer Fluss im Schweizer Kanton Wallis. Nach ihr ist das Chemie- und Pharmaunternehmen Lonza Group benannt.

## Verlauf
Die Lonza entspringt am Langgletscher und durchfliesst anschliessend das hochgelegene Lötschental. Danach durchströmt sie unterhalb von Goppenstein die Lonzaschlucht und mündet bei Gampel in die Rhone. Die Lonza bildet bei der Einmündung in die Rhone die Grenze zwischen den Ortschaften Gampel und Steg bzw. den Bezirken Leuk und Westlich Raron.
Vor dem 28. Mai 2025 zeichnete sich die Lonza auf ihrem fahrbaren Abschnitt zwischen Blatten und dem Stausee (⊙) bei Ferden durch rasantes und sehr schwieriges Wildwasser aus. 

## Bergsturz 2025
Durch den Bergsturz vom 28. Mai 2025 staute sich die Lonza im verschütteten Blatten und bildete einen See, der seit dem Abend des 30. Mai 2025 über die gesamte Länge des Schuttkegels abfliesst. Der Pegelstand des Sees ist mit Stand vom 1. Juni 2025 stabil.

## Wasserkraftnutzung
Vom Stausee Ferden führt eine Druckleitung zum Kraftwerk Lötschen (⊙). Unterhalb des Wasserkraftwerks gelangt das Wasser zurück in das Flussbett der Lonza, etwa 1,5 km oberhalb der Mündung in die Rhone.
Von 2019 bis 2021 wurde unter Beteiligung der BKW das Wasserkraftwerk Wiler-Kippel gebaut. Seither wird ein Teil des Wassers der Lonza in Wiler, unter Berücksichtigung einer bestimmten Restwassermenge, gefasst und durch einen Druckstollen in das Werk nach Kippel transportiert, wo es dann wieder zurück in die Lonza gelangt.